# Mamakating
Mamakating es un pueblo ubicado en el condado de Sullivan en el estado estadounidense de Nueva York. En el año 2000 tenía una población de 11,002 habitantes y una densidad poblacional de 44 personas por km².

## Geografía
Mamakating se encuentra ubicado en las coordenadas 41°35′4″N 74°29′15″O / 41.58444, -74.48750. Según la Oficina del Censo, la ciudad tiene un área total de 254,5 km² (98,3 mi²), de la cual 248,4 km² (95,9 mi²) es tierra y 6 km² (2,3 mi²) (2.37%) es agua.

## Demografía
Según la Oficina del Censo en 2000 los ingresos medios por hogar en la localidad eran de $41,726, y los ingresos medios por familia eran $49,615. Los hombres tenían unos ingresos medios de $40,811 frente a los $28,329 para las mujeres. La renta per cápita para la localidad era de $19,451. Alrededor del 10.3% de la población estaban por debajo del umbral de pobreza.